# Chloroclystis exilis
Chloroclystis exilis är en fjärilsart som beskrevs av Max Joseph Bastelberger 1905. Chloroclystis exilis ingår i släktet Chloroclystis och familjen mätare. Inga underarter finns listade i Catalogue of Life.